# Nedim Remili
Nedim Remili (geboren am 18. Juli 1995 in Créteil) ist ein französischer Handballspieler, der beim ungarischen Verein Telekom Veszprém unter Vertrag steht. Im September 2021 wurde ihm für den Gewinn der Goldmedaille mit der französischen Nationalmannschaft bei den Olympischen Spielen in Tokio der Ritterorden der Französischen Ehrenlegion verliehen.

## Biographie
Nedim Remili wurde in Créteil, einer französischen Gemeinde in der südöstliche Banlieu von Paris, geboren. Sein Vater Kamel Remili spielte selbst in der ersten französischen Liga Handball.
Als Nedim 10 Jahre alt wurde, begann er beim US Créteil, in dem sein Vater als Vorstandsmitglied arbeitet, Handball zu spielen. Am 12. Oktober 2012 feierte Remili, im Alter von 17 Jahren, sein Debüt für die Herrenmannschaft des US Créteil gegen Dunkerque HBGL. Im selben Jahr stieg Créteil aus der 1. französischen Handball-Liga (LNH) ab. Obwohl er von größeren Clubs umworben wurde, unterschrieb Remili 2013 seinen ersten Profivertrag beim US Créteil.
In der folgenden Saison wurde Remili zu einem Schlüsselspieler in der Mannschaft des US Créteil und verhalf dem Klub zum direkten Wiederaufstieg in die LNH. Infolgedessen wurde Remili in den Kader für die U-21-Handball-Weltmeisterschaft 2015 berufen. Eine Schulterverletzung verhinderte jedoch sein Teilnahme an diesem Turnier.
In der Saison 2015/16 wurde Remili, aufgrund seiner starken Leistung, in das All-Star-Game und die französische Männer-Handballnationalmannschaft berufen. Anschließend wechselte er zum Ligakonkurrenten PSG Handball.
Mit Frankreich gewann er bei den Olympischen Spielen in Tokio die Goldmedaille. Mit 32 Toren in acht Spielen war er gemeinsam mit Hugo Descat bester französischer Schütze.
Remili stand ab der Saison 2022/23 beim polnischen Erstligisten Łomża Industria Kielce unter Vertrag. Bei der Weltmeisterschaft 2023 gewann er mit Frankreich die Silbermedaille, zudem wurde er als bester mittlerer Rückraumspieler in das All-Star-Team gewählt. Nachdem Kielce Anfang 2023 nach dem Rückzug eines Hauptsponsors in finanzielle Schwierigkeiten geraten war, wechselte Remili im Februar 2023 zum ungarischen Rekordmeister Telekom Veszprém. Mit Veszprém gewann er 2023, 2024 und 2025 die ungarische Meisterschaft, 2024 den ungarischen Pokal und 2024 die Vereinsweltmeisterschaft.
Bei der Weltmeisterschaft 2025, bei der Frankreich Bronze gewann, wurde er in allen neun Partien eingesetzt und warf 34 Tore.

## Erfolge

### Verein

#### Internationale Wettbewerbe
- Vereinsweltmeisterschaft 2024
- Finalist der Klubweltmeisterschaft im Jahr 2016[11]
- Finalist der Champions League im Jahr 2017

#### Nationale Wettbewerbe
- Meister in der französischen Division 2 im Jahr 2014
- Gewinner der Coupe de la Ligue 2017, 2018
- Französischer Meister 2017, 2018, 2019, 2020, 2021, 2022
- Gewinner der Coupe de France 2018, 2021, 2022
- Ungarischer Meister 2023, 2024, 2025
- Ungarischer Pokalsieger 2023, 2024

### Nationalmannschaft
- 5. Platz bei der Europameisterschaft 2016 in Polen[12]
- Goldmedaille bei der Weltmeisterschaft 2017 in Frankreich[13]
- Bronzemedaille bei der Europameisterschaft 2018 in Kroatien[14]
- Bronzemedaille bei der Weltmeisterschaft 2019 in Deutschland/Dänemark[15]
- Goldmedaille bei den Olympischen Spielen 2020 in Tokio
- Silbermedaille bei der Weltmeisterschaft 2023
- Goldmedaille bei der Europameisterschaft 2024 in Deutschland
- Bronzemedaille bei der Weltmeisterschaft 2025

### Auszeichnungen
- Bester Spieler (MVP) bei der Europameisterschaft 2024 in Deutschland
- All-Star (Rechter Rückraum) bei der Weltmeisterschaft 2017[16]
- All-Star (Rückraum Mitte) bei den Olympischen Spielen 2020[17] und bei der Weltmeisterschaft 2023
- Wahl zum besten jungen Spieler in der 2016/17 EHF Champions League[18]
- All-Star (Rechter Rückraum) in der 2015/16 LNH
- Wahl zum Spieler des Monats Dezember in der 2015/16 LNH
- Wahl zum besten Nachwuchsspieler in der 2015/16 LNH